# Jeunes du Centre
Les Jeunes du Centre, officiellement Jeunes du Centre Suisse (JDC, officiellement JDC Suisse ; en allemand Die Junge Mitte ; en italien Giovani del Centro, en romanche il Giuven Center), sont la jeunesse de parti du Centre. 

## Positionnement
Les JDC ont un positionnement de centre-droit. 
La plupart du temps[réf. souhaitée], ils défendent les mêmes positions que le parti mère lors des votations fédérales. La votation du 29 novembre 2020 sur l'initiative populaire fédérale suisse sur les multinationales responsables notamment fait exception.
En 2023, les JDC du canton de Zurich font aboutir une initiative populaire cantonale, soutenue par la suite par le gouvernement puis le parlement, demandant la détection et le traitement précoces des maladies psychiques chez les enfants et les adolescents.

## Membres et élus
Les JDC comptent plus de 3 200 membres dans toute la Suisse en 2021.
Au niveau communal, ils ont des élus dans de nombreux exécutifs et législatifs. Au niveau cantonal, ils sont représentés dans plusieurs parlements.[réf. souhaitée] Ils ont également eu des représentants au Conseil national, notamment Simon Stadler (UR) de 2019 à 2023. 
Fin 2023, les JDC étaient représentés dans trois exécutifs cantonaux avec les conseillères d'État Delphine Bachmann (Genève), Laura Dittli (Zoug) et Valérie Dittli (Vaud).  
Lors des élections fédérales d'octobre 2023, ils ont obtenu les meilleurs résultats pour une jeunesse de parti dans sept cantons.  

## Histoire
Les Jeunes du Centre sont créés le 28 novembre 2020, lorsque les membres des Jeunes Démocrates-Chrétiens (section jeune du Parti démocrate-chrétien) décident de se renommer Jeunes du Centre à partir de 2021.  
Le 23 janvier 2021, à la suite d'une assemblée des délégués, la section jeune du Parti bourgeois-démocratique s'associe aux JDC pour ne former qu'un seul parti. 

## Organisation
Les Jeunes du Centre Suisse forment une association de droit suisse ayant son siège à Berne. Ils sont statutairement liés à leur parti mère, Le Centre. Au niveau international, ils font partie des Jeunes du Parti populaire européen et de l'organisation Jeune Région alpine.[réf. souhaitée]
Les Jeunes du Centre sont divisés en 26 sections cantonales, dont certaines sont subdivisées en sections[réf. souhaitée]. 
Seules les personnes de moins de 35 ans peuvent devenir membres.
Les Jeunes du Centre disposent de divers organes :
- l'assemblée des délégués, organe suprême du parti[10] ;
- le congrès du parti ; convoqué tous les deux ans, qui sert à maintenir la cohésion interne et à définir la ligne politique du parti[11] ;
- le comité, organe de gestion du parti, composé de 12 membres au maximum dont un président, deux vice-présidents et un secrétaire[12] ;
- la conférence des présidents, organe directeur et exécutif du parti, composée du président de chaque section cantonale et des membres du comité[13] ;
- le secrétariat général, état-major et bureau administratif du parti[14].

### Président
- Depuis octobre 2021 : Marc Rüdisüli (TG)[15]
- 2020 - octobre 2021 : Sarah Bünter (SG)[15]